# Mastectomia

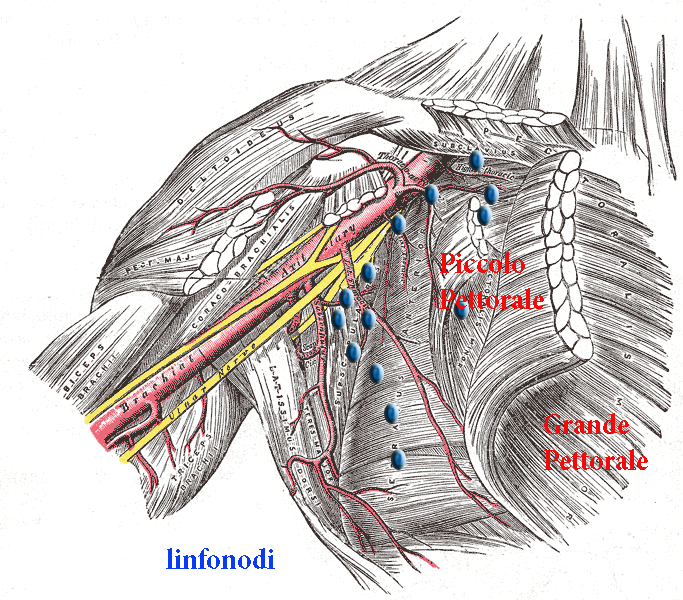
Anatomia della mammella: muscoli pettorali e linfonodi

Per mastectomia (dal greco: mastòs, mammella ed ek tome, portare via da) si intende l'asportazione chirurgica della mammella, momento essenziale della terapia di gran parte dei tumori maligni che colpiscono quest'organo. La exeresi (cioè l'asportazione) può essere limitata alle sole strutture mammarie come la ghiandola, la cute che la riveste, l'areola e il capezzolo o allargata anche ai sottostanti muscolo grande pettorale e muscolo piccolo pettorale. Momento conclusivo della mastectomia è l'asportazione delle stazioni linfatiche che drenano la linfa in direzione del cavo ascellare.
Questo intervento conta numerose varianti, più o meno demolitive, che vengono eseguite a seconda della gravità della malattia di base. Utile a definirla è la stadiazione, basata sulla classificazione TNM, che contribuisce anche a determinare in percentuale le probabilità di sopravvivenza delle pazienti a 5 e 20 anni di distanza dall'intervento.

## Tecniche di mastectomia
- Mammectomia sottocutanea (per alcuni tumori in fase iniziale e non infiltranti)

Questo intervento comporta l'asportazione dell'intera ghiandola mammaria preservando la cute della mammella e il complesso areola-capezzolo. È l'intervento ideale quando si voglia ricostruire in contemporanea la mammella mediante inserimento di protesi.
- Mastectomia con risparmio cutaneo (Skin sparing mastectomy)

Questo intervento prevede l'asportazione della ghiandola mammaria con il complesso areola-capezzolo conservando in parte o completamente la cute sovrastante.
- Mastectomia semplice

Consiste nell'asportazione in blocco della ghiandola mammaria e del complesso areola-capezzolo, fino alla fascia del muscolo grande pettorale, non associata alla linfoadenectomia ascellare. Viene infatti effettuata nel caso in cui il linfonodo sentinella non sia interessato da metastasi, per cui non è necessario procedere all'asportazione del linfonodi ascellari. Può essere anch'essa seguita dalla ricostruzione nello stesso tempo chirurgico. Trova indicazione in presenza di neoplasie infiltranti di piccole dimensioni (per cui vi è indicazione alla biopsia del L.S.) o di estese microcalcificazioni morfologicamente sospette alla mammografia, ma nel contesto di una ghiandola mammaria di dimensioni ridotte (per cui procedere a un intervento conservativo avrebbe un risultato estetico poco soddisfacente). Rappresenta inoltre la terapia di scelta in pazienti che, per vari motivi, rifiutano l'intervento conservativo.
- Mastectomia radicale (malattia in stadio molto avanzato)

È l'intervento storicamente più antico, conosciuto anche come mastectomia secondo Halsted, nato per la necessità di asportare tumori voluminosi e destruenti e di conseguenza concepito in modo necessariamente aggressivo anche se fortemente mutilante. Consiste nella asportazione in blocco della intera mammella compresi i due muscoli pettorali su cui poggia e dell'intero pacchetto di linfonodi che vanno dalla mammella al cavo ascellare. L'ampia demolizione non consente una ricostruzione mammaria mediante protesi e richiede interventi più complessi e articolati in cui si utilizzano cospicui lembi miocutanei che vengono trasferiti con la vascolarizzazione propria dalla loro posizione originaria nella sede della mammella asportata.
- Mastectomia radicale modificata (malattia in stadio avanzato)

Comporta l'asportazione in blocco della ghiandola mammaria, della cute sovrastante e del complesso areola capezzolo. Nell'intervento di Patey si associa l'asportazione del muscolo piccolo pettorale, con conservazione del muscolo grande pettorale, e l'asportazione dei linfonodi ascellari. Nell'intervento di Madden si conservano entrambi i muscoli pettorali e si procede ad asportazione dei linfonodi ascellari di I, II e III livello. Questi due interventi consentono una ricostruzione mammaria ottimale in due tempi. Prima viene preparata una tasca sotto muscolare in cui viene inserito un espansore cutaneo che sarà gonfiato progressivamente e successivamente, quando si è raggiunto un volume adeguato, si sostituirà l'espansore con una idonea protesi di silicone.
- Asportazione dei linfonodi

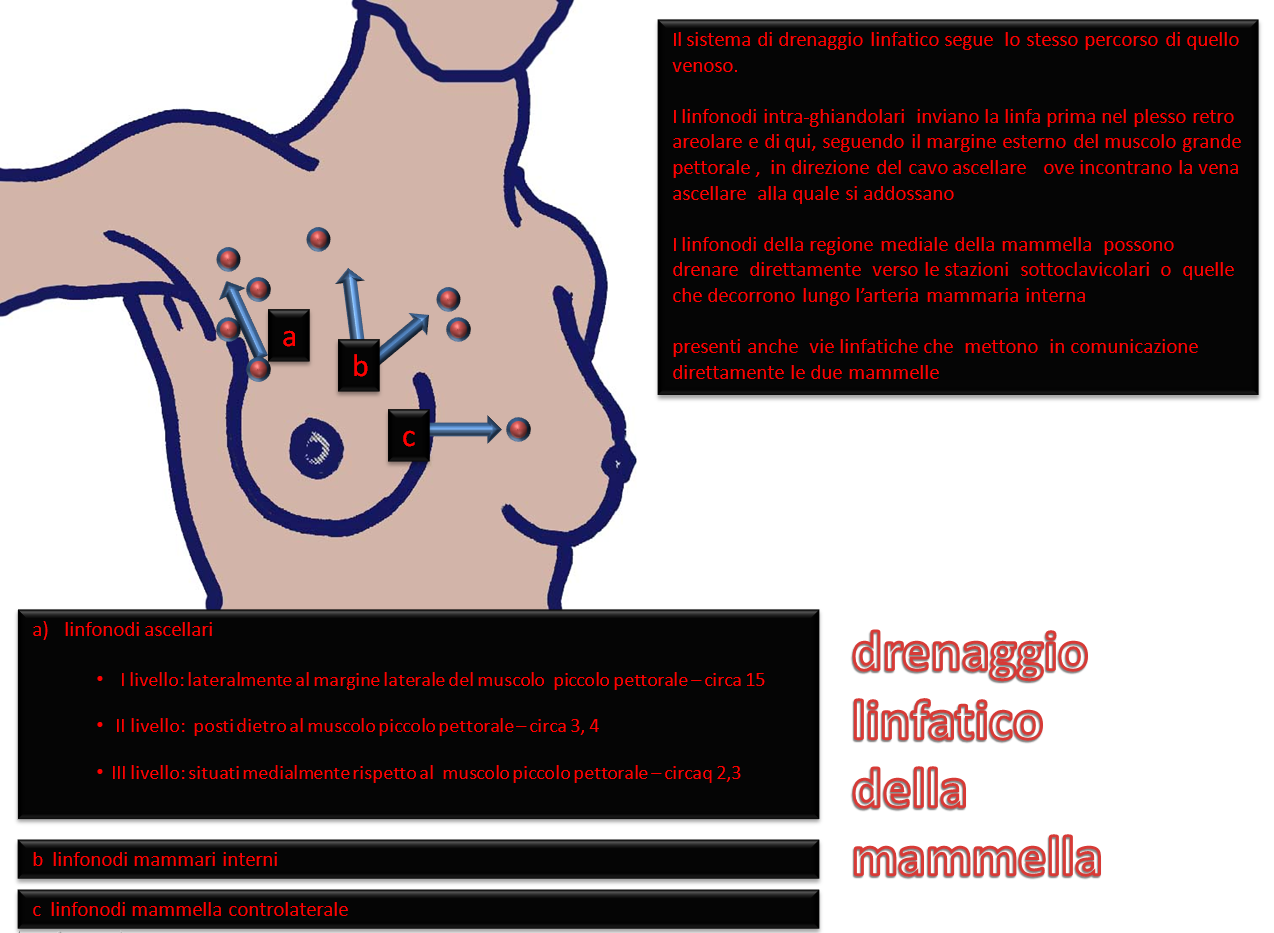
Mammella: drenaggio linfatico

Si parla di una dissezione ascellare completa quando si effettua l'asportazione del pacchetto di linfonodi corrispondenti ai 3 livelli di Berg. In altri casi, ci si limita a un "sampling" dei linfonodi di I livello. 
Quando i linfonodi sono invasi da metastasi la loro asportazione assume significato terapeutico. In altre circostanze consente una stadiazione ottimale e quindi di stabilire l'opportunità della terapia adiuvante. Contribuisce infine alla valutazione prognostica.
Rispetto al passato, quando la linfadenectomia ascellare era la regola, oggi si tende a ritenere inutile e forse dannosa l'asportazione di linfonodi indenni da metastasi, almeno per le neoplasie in fase iniziale. Recentemente la scuola del prof. Umberto Veronesi ha proposto un protocollo che prevede l'asportazione di un solo linfonodo, il cosiddetto linfonodo sentinella, che è quello al quale per primo giungono le metastasi tumorali. Questo linfonodo viene marcato con metodi di colorazione vitale o con sostanze radioattive. Nel corso dell'intervento, una volta individuato, viene asportato e inviato all'esame istologico estemporaneo. Se tale indagine è negativa nel senso che non rivela focolai metastatici si può evitare di procedere alla exeresi della catena linfatica che invece viene eseguita in caso di positività dell'esame.

## Storia della mastectomia
La storia della mastectomia s'identifica con quella della lotta al cancro mammario e s'intreccia con la Storia della Chirurgia, ricca di pagine straordinarie ma anche sconvolgenti, con i suoi periodi di fulgore come in epoca greca e romana e i secoli bui del medioevo in cui l'arte chirurgica sarà ostacolata e dimenticata per rinascere faticosamente grazie alla medicina islamica, alla scuola medica salernitana, alle neonate università. 
Bisognerà attendere la metà del XIX secolo perché la chirurgia generale e di conseguenza quella specialistica possa cominciare ad affermarsi definitivamente. Lo farà per le scoperte, quasi contemporanee, dell'anestesia e dell'antisepsi che finalmente l'affrancheranno da quei vincoli che per millenni ne avevano limitato l'applicazione più che lo sviluppo: il dolore e l'infezione.

### Antichità e mondo classico
Tra le patologie più evidenti e quindi capaci di attirare, fin dall'antichità, l'attenzione e l'impegno del chirurgo certamente ci saranno state quelle a carico della mammella, organo esterno per eccellenza e in particolare il cancro. Malattia a lenta evoluzione che coinvolge progressivamente tutta la ghiandola e quindi i piani muscolari su cui poggia e poi la cute, l'areola, il capezzolo rendendosi sempre più evidente, in forme spesso impressionanti se non ripugnanti.
Riferimenti a interventi di asportazione del seno, di mastectomia, si ritrovano sia pure con modalità diverse già agli albori della nostra civiltà. In Erodoto nel mito delle Amazzoni, le donne guerriero che si amputavano il seno per tendere meglio l'arco o ai tempi di Hammurabi, il re babilonese che visse 2250 anni a.C., nel più antico codice scritto ove l'articolo 194 commina l'asportazione della mammella alla nutrice che abbia causato la morte del neonato allattato. La mastectomia, intesa come pena per le adultere, era praticata da alcune popolazioni indiane e sarà presente nella martiriologia cristiana come nel caso di Sant'Agata di Catania diventata poi protettrice della mammella che, per aver resistito alle profferte amorose del proconsole Quinziano, sarà condotta al supplizio con amputazione delle mammelle o come nel caso di Santa Barbara sottoposta alla stessa mutilazione prima di essere decapitata dal suo stesso padre.
Nel mondo classico Ippocrate che descrisse con grande chiarezza anche il cancro della pelle, dell'utero e del retto spiegò quello della mammella con la sua teoria umorale. Il cancro era una malattia sistemica causata da un eccesso di bile nera. Si poteva manifestare come una forma aperta o ulcerata per la quale egli raccomandava l'applicazione di paste caustiche o come una forma chiusa che non andava trattata in quanto comunque fatale. Quindi proibizione della pratica chirurgica. 
Sulla stessa linea teorica si pose anche il grande medico romano Celso che però praticava la mastectomia, ma solo in casi eccezionali, eseguendo un intervento di asportazione sia della massa tumorale sia delle parti circostanti sane. 
Galeno di Pergamo, vissuto a Roma nel primo secolo dell'era cristiana, sarà la più grande autorità medica per quasi 1500 anni; partendo dalla teoria ippocratica considerò il cancro mammario come una malattia generale aggiungendo però che essa veniva influenzata da un fattore predisponente, diatesis scirrosa, capace di favorire l'eccesso di bile nera. La terapia che prescriveva era coerente con le sue teorie: la malattia dovuta a squilibrio umorale generale andava trattata soprattutto con terapia generale dietetica e igienica. Al tumore in sede locale riservava comunque la terapia chirurgica, da praticare alle prime manifestazioni e con modalità radicale, anche se non riconosceva all'intervento nessuna possibilità di modificare una prognosi comunque infausta.
Galeno raccomandava quindi una mastectomia precoce e radicale pur ritenendo nulle le possibilità di guarigione. Ai nostri occhi ciò potrebbe sembrare incoerente in considerazione dell'importanza che l'oncologia moderna attribuisce alla precocità della diagnosi e alla radicalità dell'intervento nel modificare la prognosi del cancro mammario. In realtà la spiegazione è legata al diverso concetto di "fase precoce". Per quei chirurghi essa rappresentava il momento iniziale della manifestazione del tumore (ma che per rendersi evidente clinicamente doveva essere a uno stadio già avanzato). Per noi invece la precocità corrisponde a quella fase in cui il tumore, piccolo ancora pochi millimetri, può essere svelato, grazie alle sofisticate apparecchiature che impieghiamo, molto tempo prima che diventi manifesto clinicamente e quindi all'ispezione o alla palpazione della mammella.
Qualche perplessità potrebbe suscitare anche il diverso orientamento nei confronti della mastectomia ritenuta da alcuni chirurghi necessaria, da altri inutile, da altri addirittura dannosa. Ricordando che un tumore mammario avanzato può diventare mostruoso nelle dimensioni o peggio può ulcerarsi e dare luogo a emorragie e infezioni maleodoranti è probabile che fossero questi quadri clinici quelli più frequenti e usuali nelle epoche antiche.

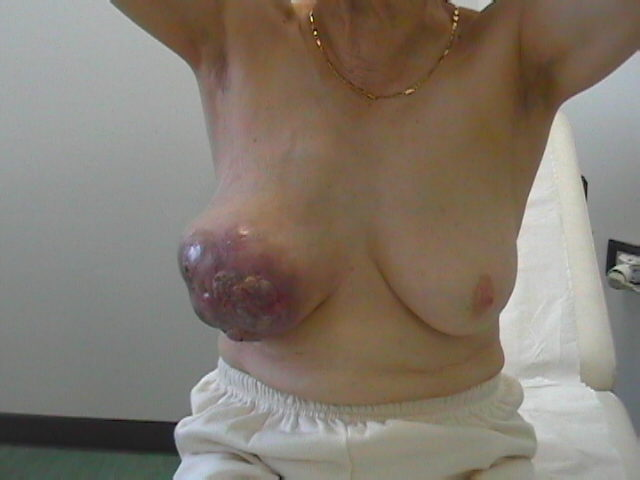
Cancro mammario in fase di ulcerazione

Per ciò stesso rappresentavano situazioni disperate in cui l'intervento si rendeva necessario. Peraltro un tumore così avanzato di regola ha una prognosi infausta e ciò spiega perché molti chirurghi ritenevano l'intervento inutile. A quei tempi la mastectomia, di per sé brutale e fortemente cruenta come tutte le amputazioni, veniva praticata senza anestesia e con assenza delle più elementari norme igieniche, il che rendeva l'intervento frequentemente mortale. Per questo da molti chirurghi veniva ritenuto esclusivamente dannoso.

### Epoca moderna
Ancora nel XVIII secolo rimane in auge la teoria galenica di derivazione ippocratica che vuole la malattia cancerosa come legata al ristagno e alla coagulazione dei fluidi nell'organo, causa locale o al disordine generale dei fluidi corporei causa sistemica.
Sarà Henri Francois le Dran (1685-1770), chirurgo capo dell'Hopital de la Charité a Parigi a fare piazza pulita di queste teorie umorali elaborandone una nuova per la quale il cancro mammario è una malattia che si sviluppa localmente e che successivamente diffonde lungo le vie linfatiche ai gangli ascellari che quindi vanno asportati insieme con la mammella. La sua teoria avrà un valido appoggio anche da parte di Jean Louis Petit grande chirurgo francese suo contemporaneo. Entrambi però prescrivevano, forse per limitare i tempi operatori, che venisse salvaguardata la cute e il capezzolo e ciò, ai nostri occhi e per le nostre ben più avanzate conoscenze, è un errore grave. Spetta loro comunque un posto importante nella storia della chirurgia senologica.
Ancora una volta alcune intuizioni geniali precorrono i tempi ed evidenti limiti culturali e scientifici, ancor prima che tecnici, ne limitano l'applicazione. È noto, peraltro, il caso di Frances Fanny Burney la scrittrice inglese che nel 1811 fu operata a Parigi senza anestesia e visse per altri 29 anni. Trascorrerà ancora un secolo prima che la scoperta dell'anestesia da parte di Horace Wells e William Green Morton, dell'antisepsi con gli studi di Ignaz Philipp Semmelweis e Joseph Lister, l'individuazione da parte di Rudolf Virchow della cellula come unità fondamentale dell'organismo (e quindi il sostituirsi della teoria cellulare della malattia al posto della teoria umorale ippocratica), contribuiranno alla nascita della Chirurgia Moderna. 
In particolare l'anestesia permetterà di dedicare tempi adeguati agli interventi, che diventeranno sempre più articolati, complessi e sicuri. Anche in campo senologico, ove comunque la prognosi del cancro rimarrà infausta continuando ad alimentare il generale pessimismo.
Uno dei più grandi chirurghi del XIX secolo, sir James Paget (1814-1899) professore di Chirurgia al St. Bartholomew’s Hospital di Londra e considerato uno dei massimi esperti di malattie della mammella e scopritore della malattia che prende il suo nome, giungerà all'amara conclusione che non è conveniente far correre il rischio di un intervento alla paziente affetta da cancro. Conclusione basata su una casistica personale di 235 casi gravati dal 10% di mortalità operatoria ma soprattutto dalla totalità di recidiva entro otto anni. Con l'ulteriore considerazione che nel caso dei carcinomi particolarmente duri, scirrosi, le pazienti non operate erano sopravvissute più a lungo di quelle trattate, esattamente come aveva sostenuto Ippocrate qualche millennio prima. 
Peraltro Paget ebbe la brillante intuizione dell'importanza dei fattori ereditari e costituzionali nella malattia, della relazione tra gravità della stessa ed età della paziente, del coinvolgimento del sistema ematico nella diffusione delle metastasi, della possibilità che la malattia fosse sistemica.
Un elemento nuovo e di grande interesse viene introdotto da Charles Moore, che il 18 maggio del 1867 presenta alla prestigiosa Royal Medical & Chirurgical London Society un lavoro in cui avanza l'ipotesi che il riformarsi del tumore è in realtà legato a una insufficiente asportazione dello stesso nel corso del primo intervento. Pertanto propone che la mastectomia sia il più possibile estesa e comprenda anche i muscoli pettorali e le strutture linfatiche.
Teoria che sarà contestata da un altro chirurgo statunitense, Samuel D. Gross, che sosterrà interventi più limitati e tendenti a risparmiare cute, muscoli e linfonodi. Ma già suo figlio, Samuel W.Gross, altro eminente chirurgo sarà di parere completamente opposto.

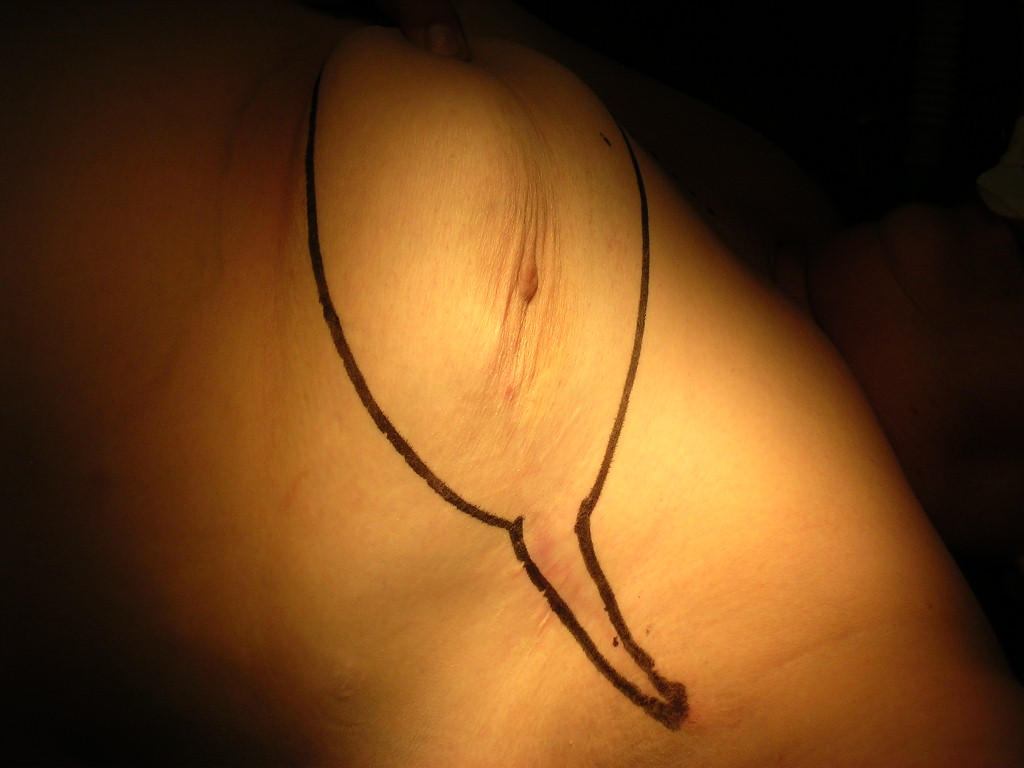
Lesioni cutanee da cancro mammario

### La chirurgia attuale

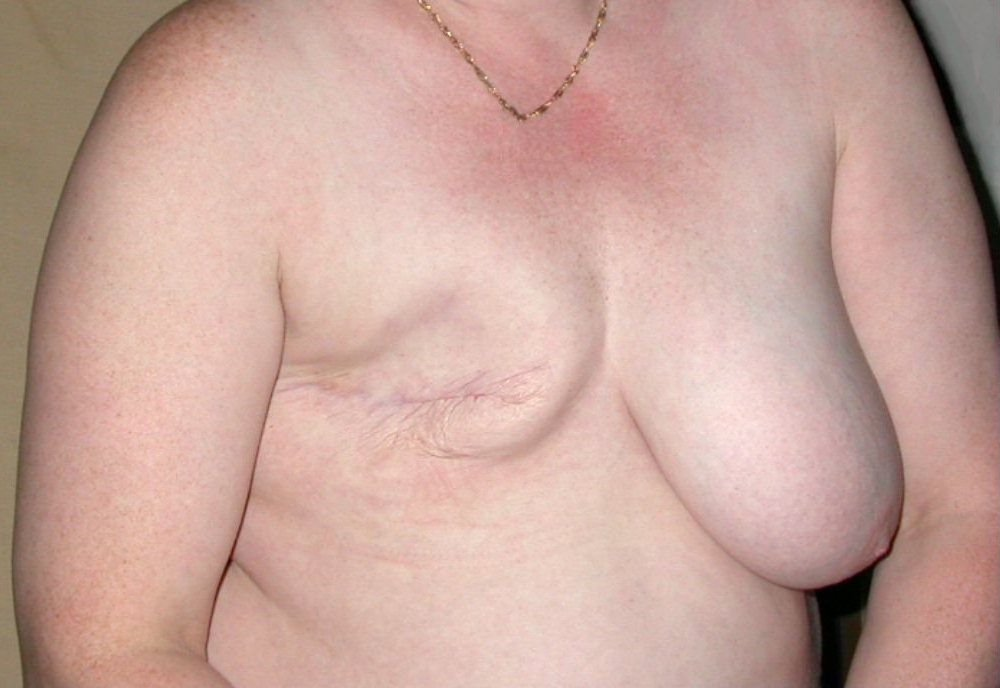
Post mastectomia

Alla fine dell'Ottocento esiste quindi ancora una certa confusione e un certo disorientamento. La soluzione arriva con William Stewart Halsted e con la sua proposta di una mastectomia radicale che prevede l'asportazione in blocco della mammella, del piano muscolare su cui poggia, costituito dai muscoli grande e piccolo pettorale e dalla catena linfatica ascellare. In realtà Halsted e Willie Meyer, che contemporaneamente e autonomamente giungono ad analoghe conclusioni, riprendono concetti antichi di radicalità ma possono supportarli con le conoscenze dell'epoca sulla storia naturale della malattia che individua nel cancro della mammella una malattia locale che soltanto in un secondo tempo diventa generale, diffondendosi per via linfatica alle ghiandole ascellari e quindi a tutto l'organismo. È questa l'ipotesi che sostiene l'impianto teorico di un intervento certamente mutilante ma necessario per eradicare completamente la massa neoplastica prima che diffonda metastasi.
I risultati danno ragione a questa impostazione. Per altro Halsted, Professore di chirurgia alla Johns Hopkins University di Baltimora ottiene risultati brillanti anche per la sua meticolosità nel preparare un ambiente rigorosamente asettico in cui operare (Halsted è l'inventore dei guanti chirurgici) e nel curare nei minimi dettagli la preparazione del paziente all'intervento.
Nel 1891 Halsted definisce i principi di radicalità chirurgica fissando quei concetti che sarebbero diventati i cardini della terapia operatoria dei tumori maligni e nel 1907 pubblica i risultati del suo lavoro:
- Su 64 pazienti senza coinvolgimento metastatico dei linfonodi il 70% era sopravvissuto dopo tre anni
- In 110 casi con presenza di metastasi ai linfonodi ascellari la sopravvivenza calava al 24,5%.
- Mortalità operatoria bassissima per quei tempi pari all'1,7% su 232 casi trattati.

Nell'arco della tormentata storia della mastectomia questi risultati apparivano straordinari e contribuirono alla diffusione planetaria di questa tecnica. Ma lo stesso autore ebbe modo di sottolineare che l'elevata percentuale di prognosi infauste sollevava alcuni dubbi che richiedevano ulteriori approfondimenti.
Comunque l'intervento di Halsted rappresentò un dogma chirurgico per oltre 50 anni e cominciò a essere messo in discussione solo intorno alla metà del XX secolo. Nel senso che alcuni chirurghi come J.A.Urban, ritenendolo insufficiente, proposero di allargare la dissezione ascellare anche ai linfonodi situati lungo l'arteria mammaria interna posta nella gabbia toracica a ridosso della pleura che Dahl-Iverson e Tobiassen nel 1969 estesero ulteriormente ai linfonodi della regione sopraclavicolare per arrivare a Prudente che nel 1949 associava alla mastectomia addirittura l'amputazione dell'arto superiore omolaterale. Interventi devastanti che furono fortunatamente abbandonati appena si dimostrò come in realtà non dessero alcun vantaggio in termini di sopravvivivenza rispetto alla mastectomia radicale di Halsted.
In quegli anni si andava affermando con sempre più vigore l'esigenza di tutelare, rispetto agli scempi perpetrati nel passato, l'integrità fisica della donna, così importante sotto l'aspetto della sua femminilità e di conseguenza la Chirurgia plastica cominciava a interessarsi della mammella mettendo a punto alcune tecniche di ricostruzione, capaci quindi di riparare le ampie demolizioni conseguenti alla mastectomia radicale.
Una maggiore informazione e la presa di coscienza da parte delle donne del loro problema cominciava a consentire campagne di screening sempre più ampie col risultato di svelare, finalmente dopo millenni, tumori meno estesi e devastanti.
Le conseguenze furono immediatamente evidenti. Nel 1948 Patey e nel 1965 Madden proposero interventi modificati, e quindi molto meno mutilanti, rispetto a quello di Halsted ma capaci di ottenere le medesime percentuali di successo: il primo risparmiava il muscolo grande pettorale e il secondo risparmiava entrambi i muscoli pettorali.
Negli anni '70 Umberto Veronesi dell'Istituto Tumori Milano mise a punto l'intervento di quadrantectomia che si limita ad asportare esclusivamente il quadrante di mammella contenente il tumore, associando all'intervento l'exeresi della catena linfatica ascellare e l'irradiazione del parenchima residuo.
Tutti questi interventi, che rappresentavano un passo avanti decisivo nella lotta al cancro mammario, erano comunque possibili per le forme iniziali della malattia e quindi rigorosamente destinati a casi ben stadiati. L'ulteriore progresso nel campo della diagnosi precoce consente oggi di eseguire, ma sempre per tumori svelati in fase iniziale, interventi ancora più limitati di tumorectomia.
Le attuali conoscenze e la revisione critica di migliaia di casi trattati in tutto il mondo giustificano questo atteggiamento conservativo. Si sa che la metastatizzazione di un tumore può verificarsi anche nelle fasi iniziali della malattia e quindi non è più certa la relazione tra grandezza della massa neoplastica e grado di diffusione sistemica del tumore.
Di conseguenza anche il criterio di radicalità oncologica è stato completamente rivisto. Un grosso tumore richiede quindi non più un intervento 'radicale ' di principio ma piuttosto un intervento 'sufficiente' per eradicarlo completamente insieme con le strutture coinvolte. A maggior ragione un tumore in fase iniziale.
Resta il problema delle metastasi. Esse possono non essere presenti nel momento del trattamento chirurgico della neoplasia e, anche in caso affermativo, il loro numero e la loro entità sono difficilmente valutabili. Saranno oggetto di trattamento con terapie adiuvanti modulate in base alla stadiazione del tumore.
Anche per quanto riguarda le stazioni linfonodali non è più ammesso lo svuotamento linfatico di principio, che invece deve essere subordinato all'eventuale presenza di metastasi accertata con un esame estemporaneo del linfonodo sentinella.

### Complicanze
Successivamente alla chirurgia mammaria le pazienti possono manifestare diverse complicanze, tra cui dolore, linfedema, limitazione funzionale dell’arto superiore, formazione di sieromi o infezioni.
Tra le più comuni complicanze in seguito a chirurgia ascellare si può trovare l'axillary web syndrome (AWS), detta anche lymphatic cording. Si tratta di "corde" sottocutanee spesse localizzate nella parte interna del braccio e in regione ascellare che possono comparire anche dopo la biopsia del linfonodo sentinella (SLNB) o della dissezione dei linfonodi ascellari (ALND). L’AWS è caratterizzata da una diminuzione della capacità di movimento e dal dolore nelle zone del braccio e sotto l’ascella. Una fisioterapia specifica può rappresentare un’opzione terapeutica efficace per promuovere la risoluzione di questa condizione, sebbene siano necessari ulteriori studi per stabilire con sicurezza quale sia la via migliore.